# Erwartungshorizont (Didaktik)
Ein Erwartungshorizont umreißt grob die Lösungsmenge der gestellten Aufgaben in Klausuren und insbesondere Abschlussprüfungen. Er wird meist bei der Erstellung von Abschlussklausuren oder anderen Prüfungsvorschlägen von der prüfenden Dienststelle gefordert. Die genaue Ausprägung des Erwartungshorizonts kann sowohl weitestgehend dem Aufgabensteller überlassen werden als auch recht präzise Anforderungen stellen. Beispielsweise wird häufig verlangt, dass den erwarteten Schülerlösungen Punkte zugeordnet werden und beschrieben wird, wie die unterschiedliche Qualität der Antwort in Punkte umgesetzt wird.
Der Erwartungshorizont unterscheidet sich von einer Musterlösung insofern, als er zum einen nicht nur konkrete Lösungen enthalten muss und zum anderen auch Abwägungen bieten kann, welche verschiedenen Schülerlösungen auftreten können. Weiterhin kann er auch erste Bewertungsrichtlinien enthalten („Lösung per Quadratische Ergänzung wird erwartet, Lösung per pq-Formel ist als minderwertig anzusehen, aber auch möglich“).
Sinn des Erwartungshorizonts ist zum einen die Erstellung objektiver Bewertungskriterien. Durch ihn wird vorab formalisiert, was von den Schülern im Idealfall erwartet wird. Zum anderen dient er Zweitkorrekteuren als Leitfaden. Diese kennen sich in dem Thema zum Teil nicht so gut aus wie der unterrichtende Lehrer und in anderen Fällen ist auch unklar, welche Lösungsstrategie im Unterricht für die Klausurprobleme besprochen wurde. Weiterhin hilft der Erwartungshorizont auch dem Klausurersteller, weil er sich durch das Erstellen schon vor dem Stellen der Klausur bewusst wird, wie die Aufgaben zu lösen sein könnten.